# Hakkapeliter
Hakkapeliter, på finsk hakkapeliitat, var det finske kavaleri under Trediveårskrigen (1618–1648). Ordet kommer fra deres kampråb ”hakkaa päälle (pohjan poika)”, ordret ”slå til(, nordens søn)”.
I den svenske hær indgik tre kavaleriregimenter fra Finland:
- Nylands och Tavastehus läns kavalleriregemente
- Åbo och Björneborgs läns kavalleriregemente
- Viborgs och Nyslotts läns kavalleriregemente

Hakkapeliterne har i Finland fået en nærmest legendarisk stilling som kendte helte og frygtede modstandere. Den historiske forskning ser for tiden hakkapeliterna som en del af det samtidige svenske rytteri, uden nogen særstilling. Dog havde Gustav II Adolf med held reformeret det svenske rytteris taktik, som dermed skilte sig fra modstandernes.